# Galvez
För andra betydelser, se Galvez (olika betydelser).
Galvez är ett spanskt efternamn.
Historiker säger att Galvez är ett visigotiskt familjenamn som kommer från de bergiga gränserna i Spanien. Efternamnet är härlett från två element: Gundesaelf som betyder strid och -ez som är det spanska patrimoniska suffixet. Bernardo de Galvez, född 1746, är den första personen man har noterat historiskt som officiellt har efternamnet Galvez. 
Familjens huvudmedlemmar och de som är efterkomlingar till guvernören Bernardo Galvez använder sig av samma heraldiska symbol som har använts sedan amerikanska revolutionskriget, om inte tidigare. Vapenskölden består av många element tagna från nya världen. Skeppet representerar färden till Amerika. Tornet representerar guvernörshuset.  Historiska betydelsen har fortfarandes inte listats ut för de andra symbolerna men familjemedlemmar från grenen lär veta dess betydelse. Andra grenar av namnet använder sig av andra heraldiska symboler. Galvez-familjen i Sverige använder sig dock av samma vapensköld. 